# جورج فروست
جورج فروست (بالإنجليزية: George Frost)‏ (16 أكتوبر 1848 في المملكة المتحدة - 12 فبراير 1913) هو لاعب كريكت بريطاني (وحمل سابقاً جنسية المملكة المتحدة لبريطانيا العظمى وأيرلندا). لعب مع نادي مقاطعة ديربيشاير للكريكت ‏.